# Finnboda varvs brukssamhälle

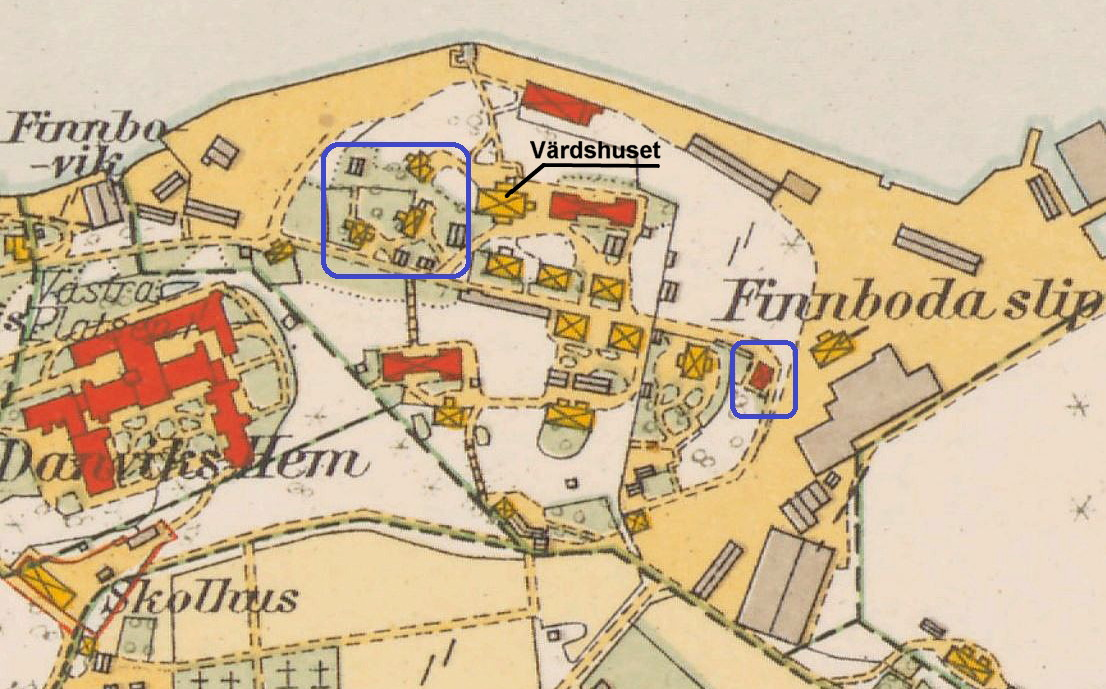
Finnboda varvs brukssamhälle på 1920-talet. Byggnader i blå ram är bevarade.
Röda byggnader: stenhus, gula byggnader: trähus, gråa byggnader: uthus, verkstäder.

Finnboda varvs brukssamhälle låg på Finnbodaberget på nordvästra Sicklaön i nuvarande Nacka kommun. Samhället var ett litet bostadsområde för arbetare och tjänstemän anställda vid Finnboda varv. Bebyggelsen uppfördes mellan 1876 och 1920 och revs till största del i slutet på 1970-talet. Idag (2022) är tre före detta tjänstemannavillor och Beckbrukets chefsbostad bevarade.

## Historik

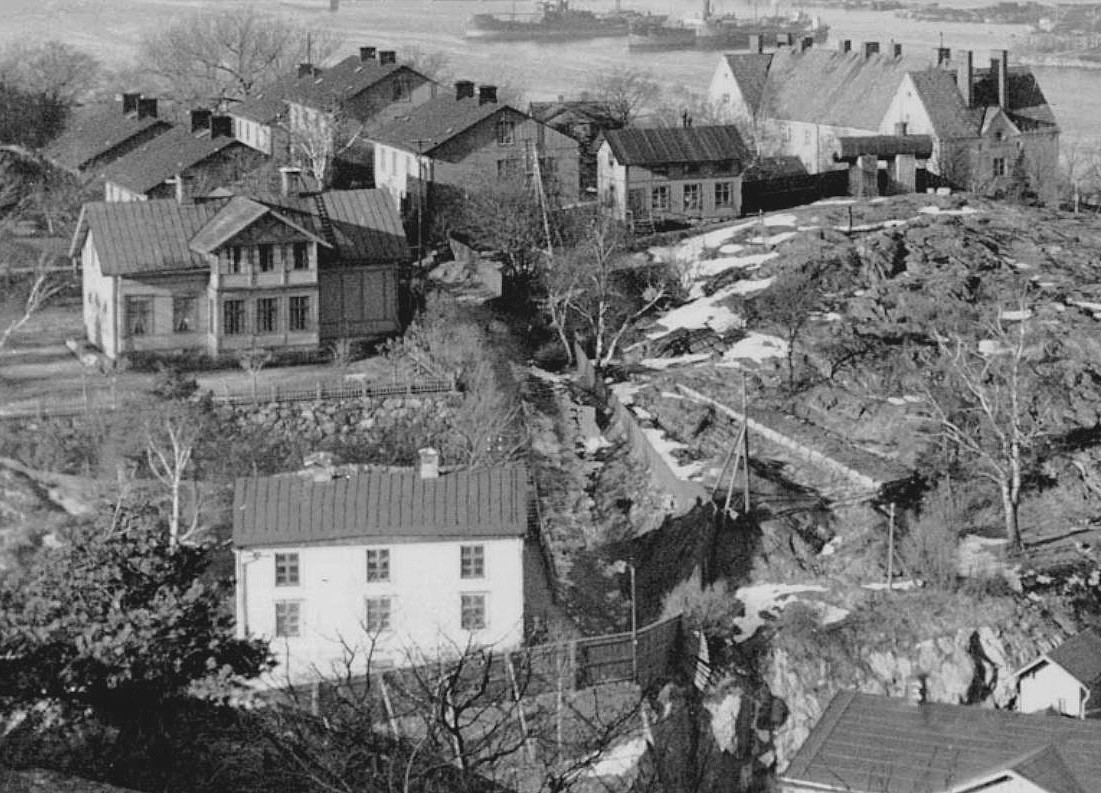
Brukssamhället på 1930-talet. Närmast syns Beckbrukets chefsbostad från 1830, därbakom disponentvillan från 1890.

Efter att skeppsvarvet Finnboda slip (sedermera Finnboda varv) inrättades på 1870-talet i viken mellan Finnberget och Finnbodaberget lät varvet anlägga bostadshus för varvets medarbetare. Bebyggelsen tillkom i etapper från och med 1876 på ett bergsområde (dagens Finnbodaberget) väster om varvet som tillhört Finnboda Beckbruksaktiebolag  och sedan Bergsunds mekaniska verkstad som ägde Finnboda slip. Husen samlades huvudsakligen längs med en äldre väg (dagens Östra Finnbodavägen) som blev till en sorts bruksgata. I väster fortsatte den till Henriksborg och Danvikens hospital och i öster stupade den brant ner till varvsområdet (idag är kontakten med varvet bruten). 
På Finnbodaberget låg sedan tidigare Finnboda värdshus omnämnt redan på 1700-talet och nedbrunnit 1931 samt Beckbrukets chefsbostad, ett stenhus från 1830-talets början som fortfarande existerar. Som mest fanns på Finnodaberget ett tiotal en- och flerfamiljshus byggda i trä och två stora hyreskaserner i putsat tegel. Här framväxte ett litet slutet samhälle med omkring 100 bostäder. Under dess glansperiod fungerade värdshuset som personalmatsal och kallades Vidablick på grund av sin enastående utsikt över Stockholms inlopp. Efter 1915 var varvets brukssamhälle inte längre enda bebyggelsen på berget, då stod den monumentala stenbyggnaden för Danvikshem färdig.

### Disponentvillan
Varvschefens villa byggdes 1890 av AB Ekmans Mekaniska Snickerifabrik för varvschefen Kurt von Schmalensée. Innan han flyttade in här med sin familj hade han den gamla chefsbostaden från Beckbruket som bostad. Schmalensée kom att bo i disponentvillan till 1916 då varvet såldes till Stockholms Rederi AB Svea. Varvschefens villa var ett påkostat hus i tidsenlig panelarkitektur och riklig lövsågerier. Mot öster och blick över varvsområdet hade byggnaden veranda i två våningar och mot entrésidan smyckades byggnaden av en inglasad förstukvist och en hög frontespis. Chefsbostaden genomgick många förändringar. 1936 inreddes den i engelsk stil med mörka paneler när varvschefen civilingenjören Erik Olin flyttade in. Efter 1948 hölls inredningen i en ljusare ton.

### Tjänstemännens villor och arbetarnas bostäder

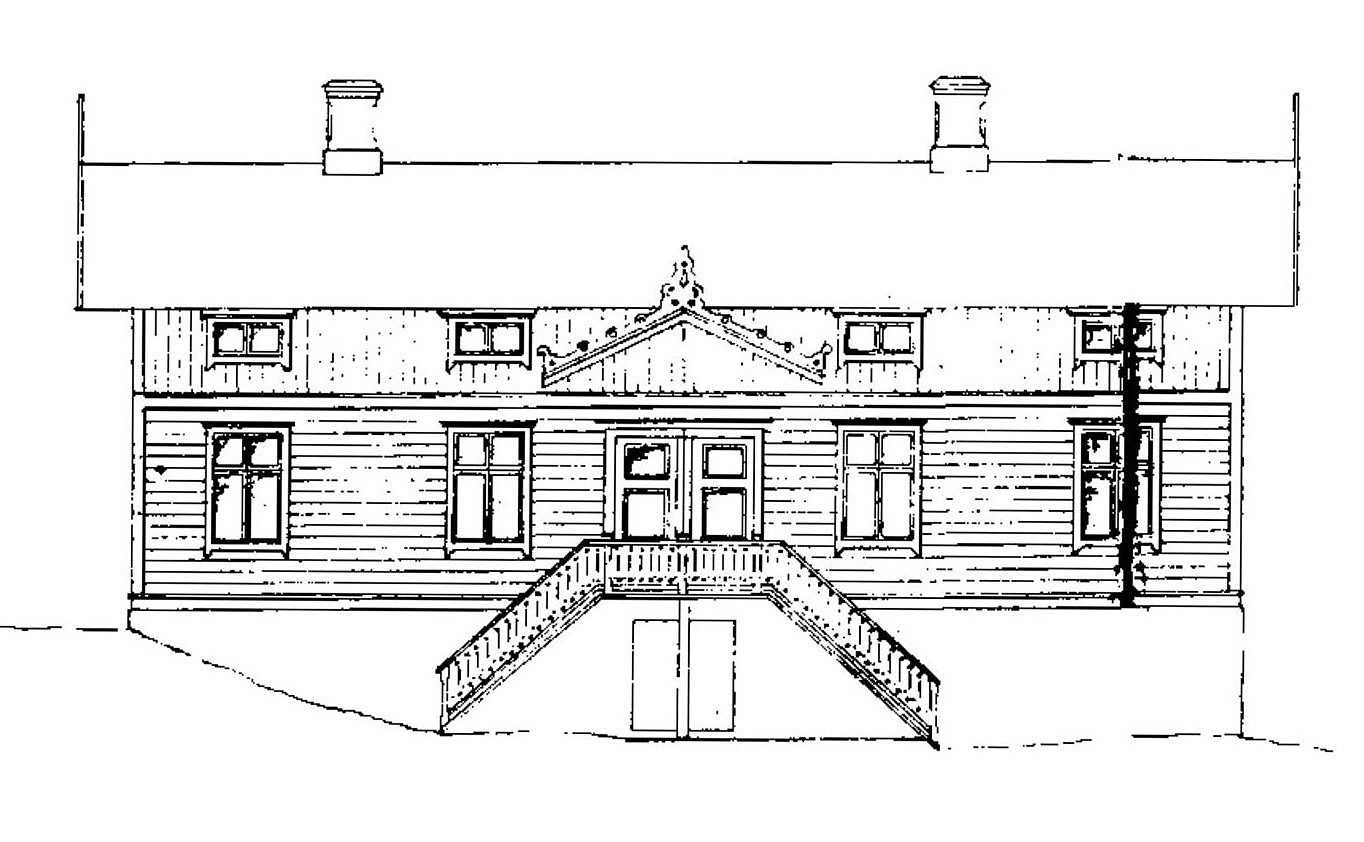
Villa för två förmansfamiljer, 1884.

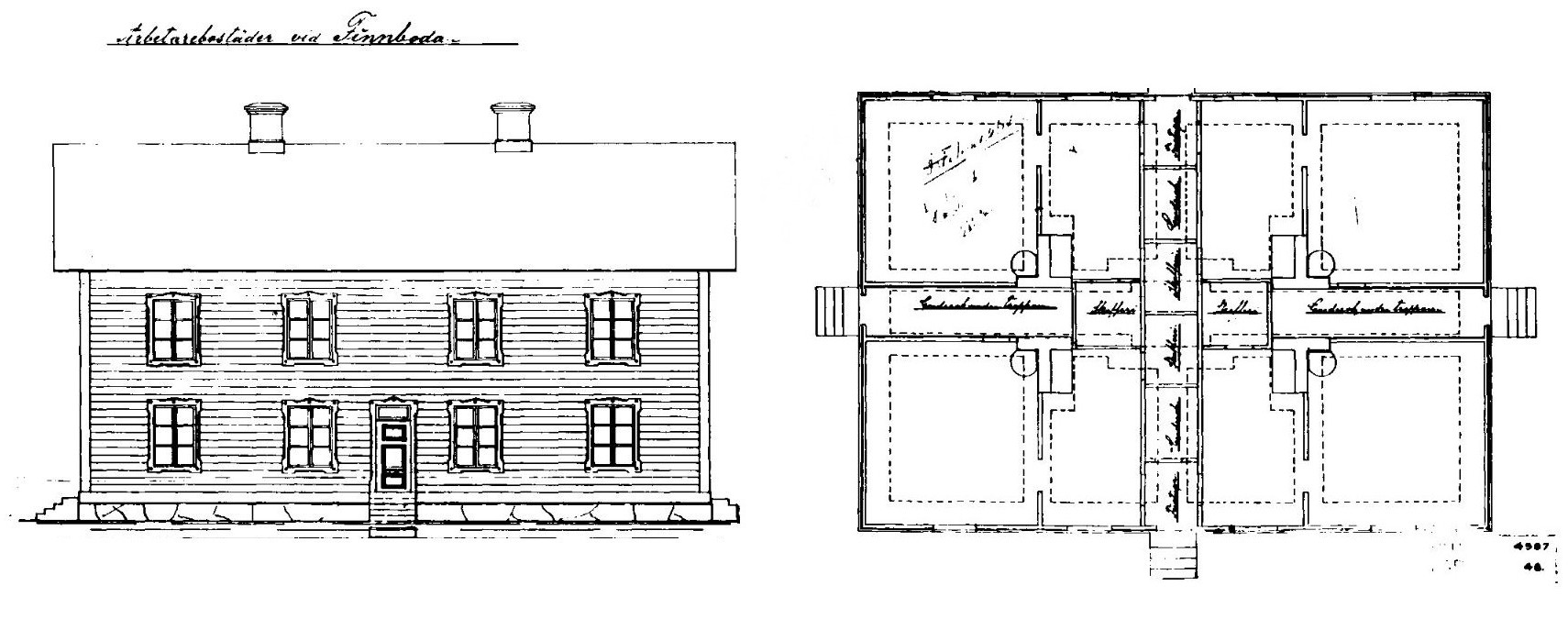
Länga för åtta arbetarfamiljer, 1876.

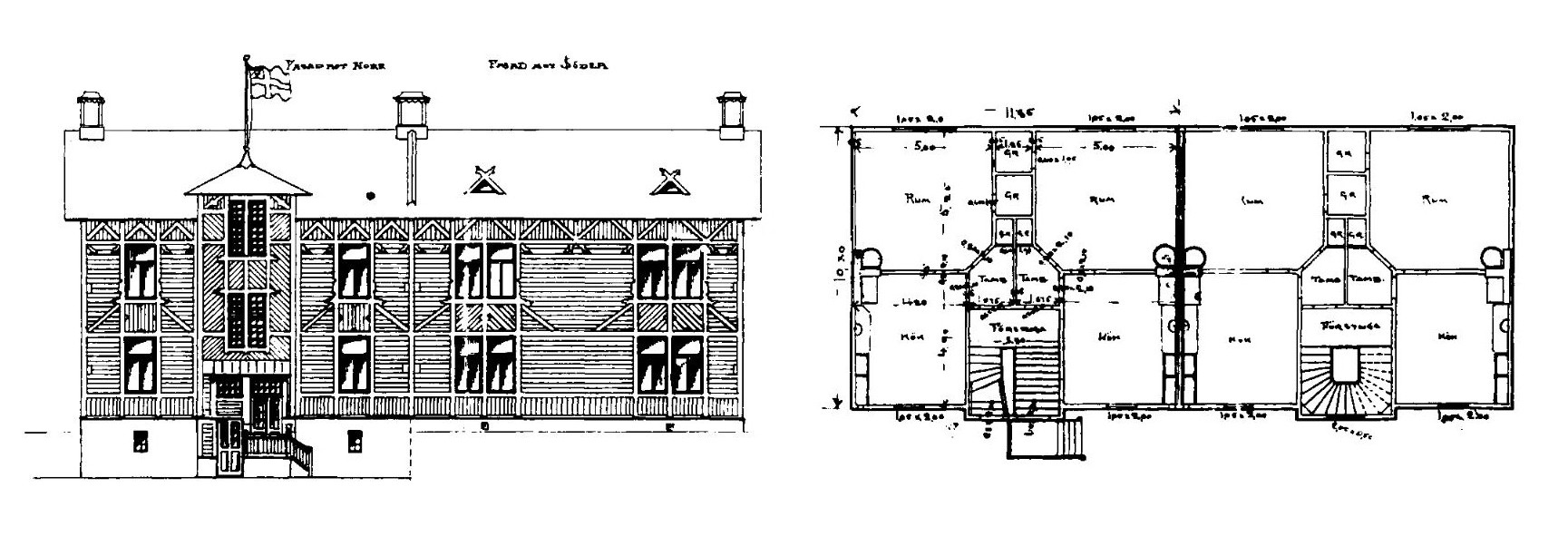
Länga för åtta arbetarfamiljer, 1900.

Trävillorna var avsedda som bostad för varvets tjänstemän, ingenjörer och förmän. Tjänstemannavillorna stod utspridda över hela området. Formgivningen inspirerades av tidens sommarvillor som högre tjänstemän lät uppföra i Stockholms närhet för att bo där med sina familjer och tjänstefolk om somrarna. Minst ytterligare en villa uppfördes av Ekmans snickerifabrik. Villornas enhetliga utformning talar för att Ekmans anlitats även för andra villabyggen. 1920 byggdes ytterligare en tjänstemannavilla, det blev det sista bygget i området (villan finns bevarad).
Arbetarna bodde i fem likartade längor uppförda mellan 1876 och 1899. De var enkel gestaltade med två våningar, fasader klädda i liggpanel under tegeltäckta sadeltak, arkitekt okänd. Husen innehöll fyra respektive sex lägenheter om ett rum och kök på varje plan. Hyran gick på 120 kronor om året.
Vatten fick man hämta på ett tappställe eller en handpump utanför. Toaletterna låg i en torrdasslänga på gården. Där fanns även vedlider för varje lägenhet, eftersom man vedeldade i kökens gjutjärnsspisar och i rummets kakelugn. Ved tillhandahölls inte av varvet utan man samlade in drivved från roddbåt. I en av byggnaderna låg Karlssons affär i bottenvåningen. På 1930-talet öppnade en konsumbutik, som lades ned i november 1967. 
År 1900 tillkom ytterligare en arbetarbostad som placerades bakom uthusen i söder. Huset fick ett helt annat utseende än de andra arbetarkasernerna. Ritningen är signerad av arkitekt Oscar Holm som gestaltade fasaderna i påkostat stick style-arkitektur. Förutom dessa bostadshus byggdes materialbodar, stall, vedförråd och vagnsskjul.
Gemensamt för hela bebyggelsen var en enhetlig färgsättning i gul kulör. Det var denna gula färg som präglade miljö och som var mycket omtyckt bland de boende. Endast ett hus var rödfärgat. På 1950-talet började man installera elektriska spisar i stenhusen men vedspisen fick vara kvar som komplement. Elektricitet och telefon hade tillkommit på 1920-talet.

### Flerbostadshusen
Finnbodas båda stora flerbostadshus byggdes 1918 i tegel med putsade fasader i den för tiden moderna 1920-talsklassicism. De placerades inte längs med bruksgatan utan ställdes lite längre utåt i området norr och söder om huvudstråket. Husen var identiska, hade två våningar med höga dekorativa gavelkrön och inhyste sex enrums- och tre tvårumslägenheter samt vindsvåning med två enrumslägenheter. Husen var ursprungligen tänkta som tjänstemannabostäder, men sedan flyttade huvudsakligen arbetarfamiljer in. Man hade torrdass i lägenheterna och rinnande kallt vatten i köken. Torrdass i lägenheten var dock inte omtyckt, man föredrog dass i arbetarnas avträdeslänga. Det ansågs finast att bo i stenhusen. Trähusen var också ganska kalla och dragiga. Man flyttade ofta inom området. De revs så sent som 1980.

### Livet i Finnbodas brukssamhälle
Finnboda varvs gamla bostadsområde utgjorde ett slutet samhälle beläget ett stycke utanför storstaden. Genom att arbetsplatsen var gemensam för de boende uppstod även en socialt sluten krets med många personliga relationer mellan individer från samma samhällsskikt. Dörrarna var olåsta på dagarna och eftersom alla kände alla, förekom inte ens småstölder.
Ingenjörs- och tjänstemannafamiljerna umgicks var för sig, ibland med chefsfamiljen. Arbetarbarnen lekte dock både utom- och inomhus hos ingenjörsfamiljernas barn. Vid jul delade varvet ut gottepåsar till samtliga barn. Varvet ordnade även bandytävlingar mellan olika yrkesgrupper och även mellan arbetare och tjänstemän. Barnen gick i Vilans skola som låg och fortfarande ligger nedanför sydvästra Finnbodaberget.

Historiska bilder
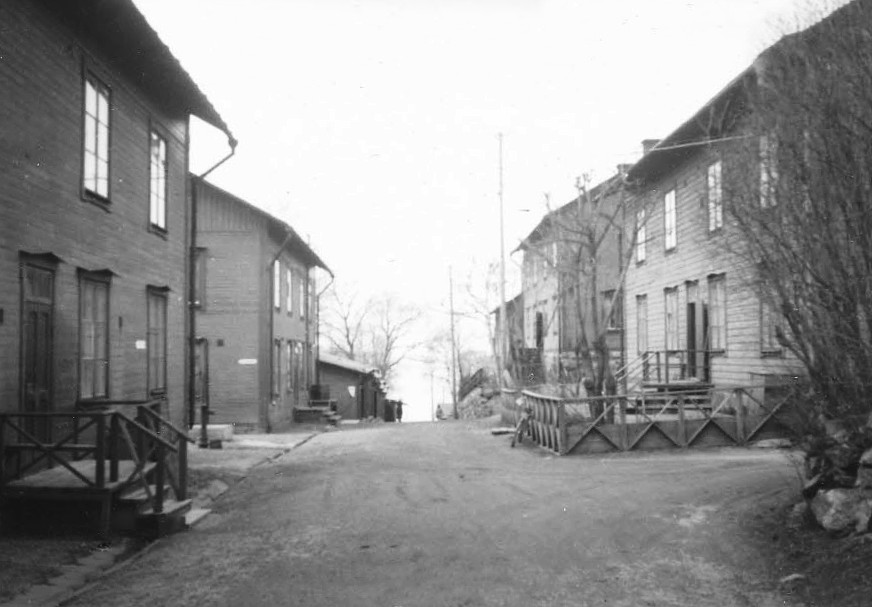
Bruksgatan 1943.
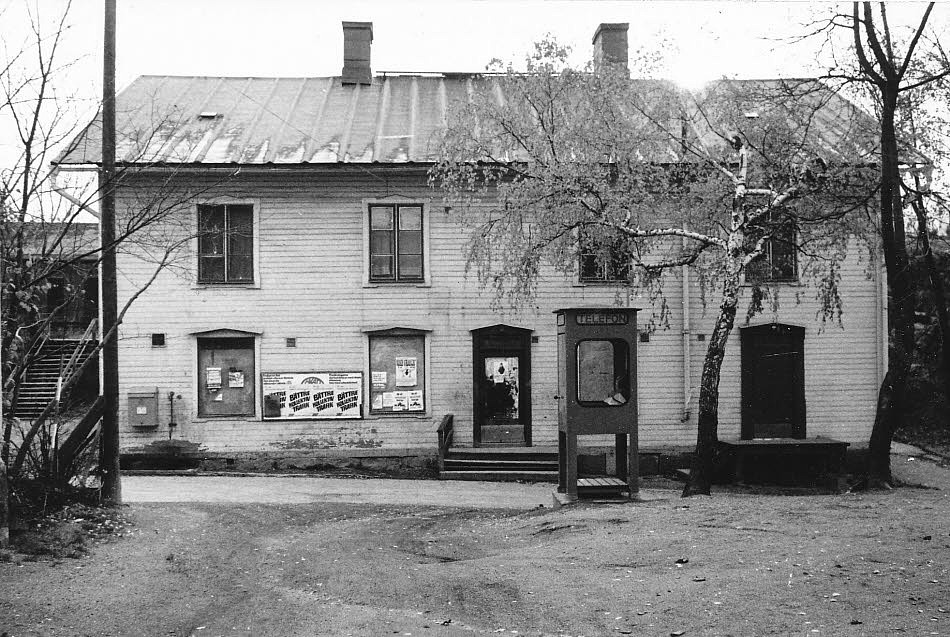
Butikslängan på 1960-talet.
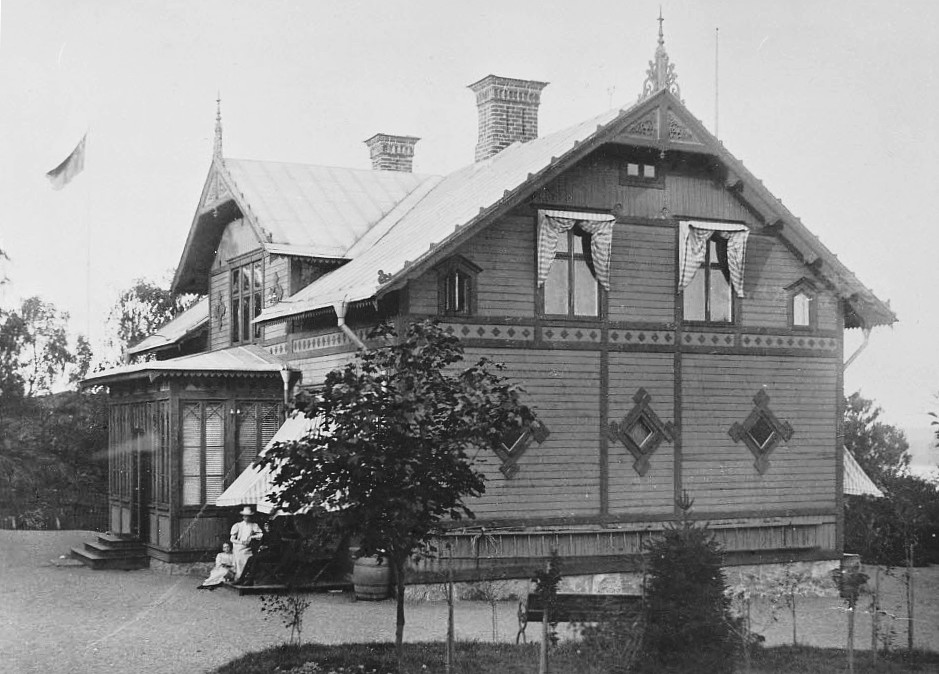
Nya disponentvillan, 1900.
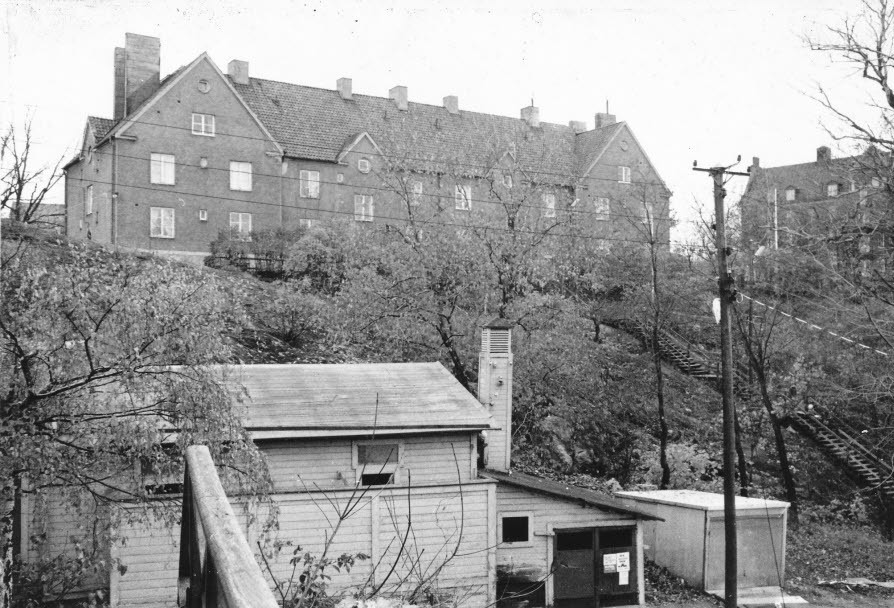
Ett av de båda stora bostadshusen som byggdes 1918.
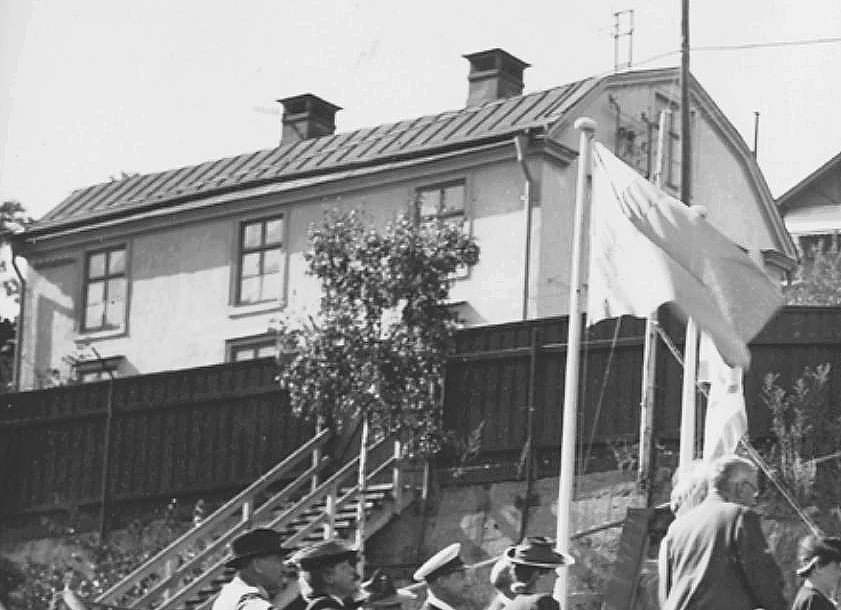
Gamla Beckbrukets chefsbostad, 1942.

### Brukssamhällets slut
Till en början var bostadsstandarden i brukssamhället gott jämförd med stenstadens trångboddhet och den ständig pågående bostadsbristen. På 1930-talet började en påtaglig förändring i Sveriges bostadspolitik och nya moderna och sunda bostadsområden framväxte i landet på löpande band. Så även i Stockholm både innanför och utanför tullarna. Utvecklingen fortsatte under 1940-talet.
År 1948 utlystes en internationell tävling för en östlig vägförbindelse, kallad Österleden, en trafikled, som skulle gå från Sicklaön över Saltsjön till Djurgården och vidare över Djurgårdsbrunnsviken till Ladugårdsgärde. Projektet hotade hela Finnboda bostadsområdets framtid. Därtill kom höga upprustnings- och moderniseringskostnader för de slitna och delvis omoderna husen. Samtidigt upplevde Finnboda varv en expansiv fas med många uppdrag och många nya medarbetare. Man valde att inte längre satsa på de gamla husen på Finnbodaberget utan låta uppföra ett nytt bostadsområde med 170 lägenheter som byggdes mellan 1948 och 1949 mittemot på Finnberget. Arkitekt var bröderna Erik och Tore Ahlsén och Olle Engkvist byggmästare. De första hyresgästerna flyttade in i april 1948.

### Området idag
Nästan alla hus på Finnbodaberget från varvstiden revs under slutet av 1970-talet när HSB planerade att bebygga området med seniorbostäder. Tre tjänstemannavillor är dock fortfarande bevarade, de står i en klunga vid Östra Finnbodavägen 23–27. Huset med glasveranda är från 1886, det mellersta härrör från 1890 och det östra är från 1920. I gällande detaljplan från 2017 är villorna q-märkta vilket innebär att de ej får rivas eller exteriört förvanskas. Även områdets äldsta hus finns kvar, före detta Beckbrukets chefsbostad från 1830-talet. Huset står för närvarande (2022) tomt och förfallet i väntan på renovering.

Nutida bilder
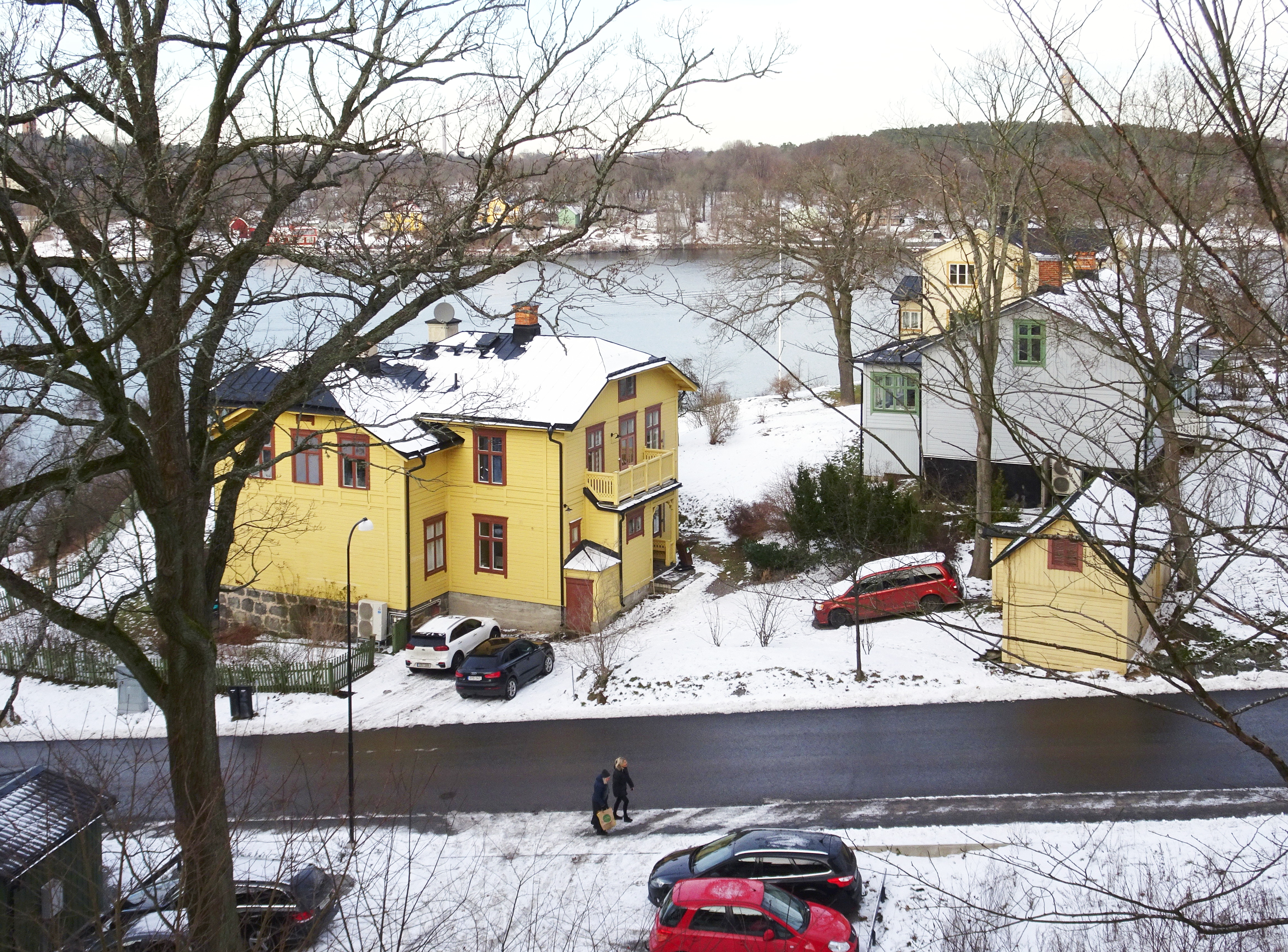
Finnboda varvs bevarade villor vid Östra Finnbodavägen, 2022.
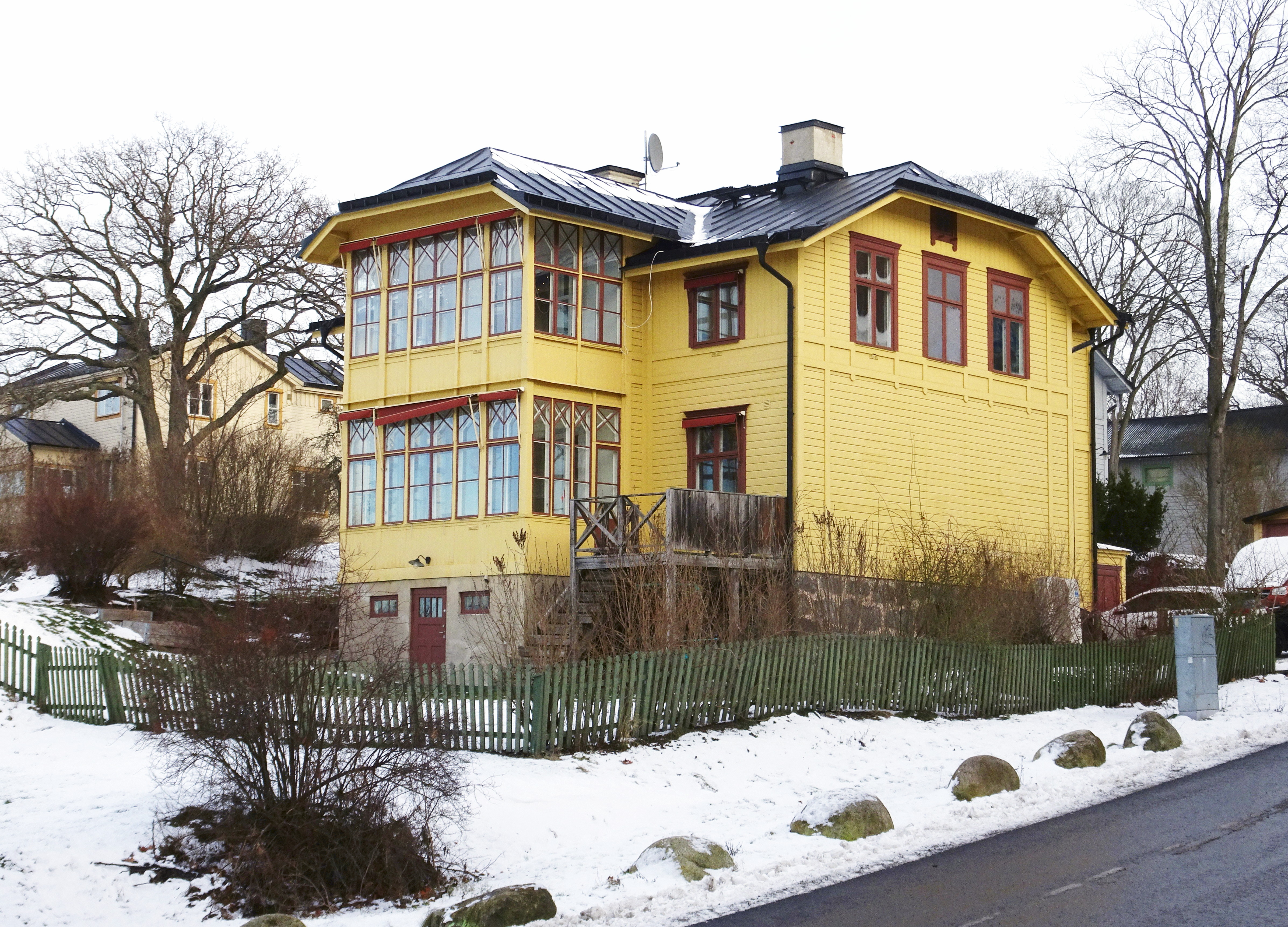
Tjänstemannavilla från 1886.
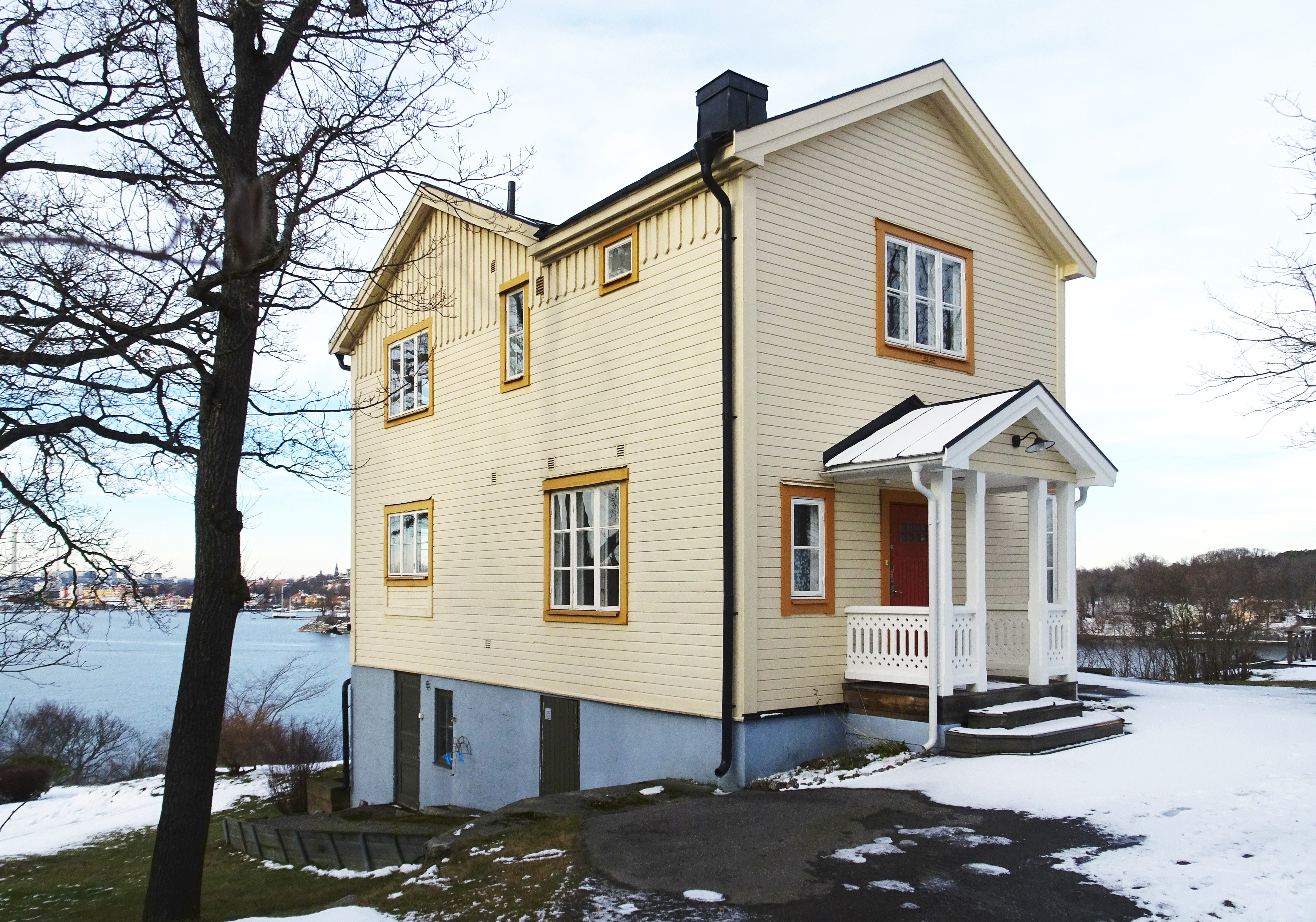
Tjänstemannavilla från 1890.
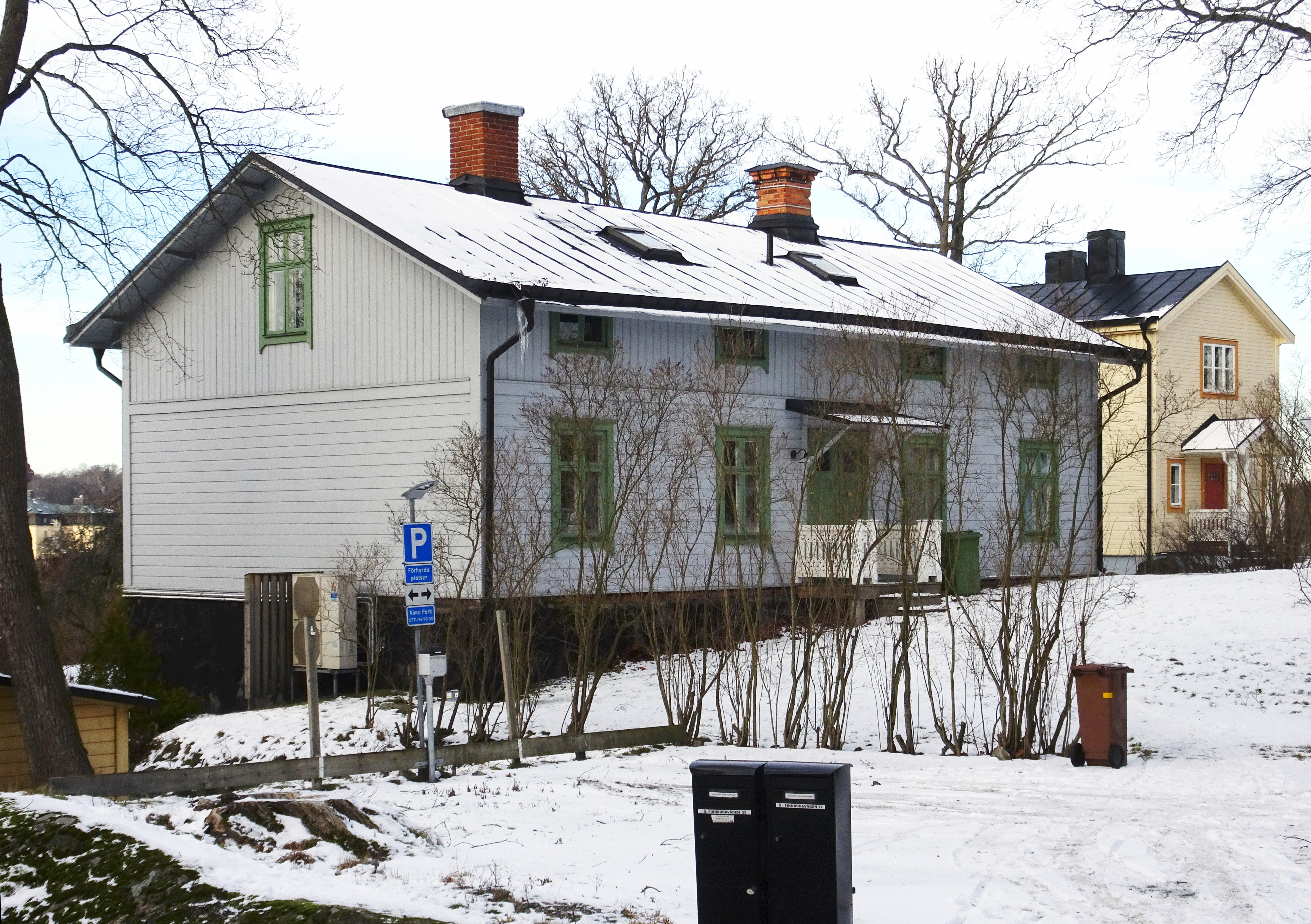
Tjänstemannavilla från 1920.
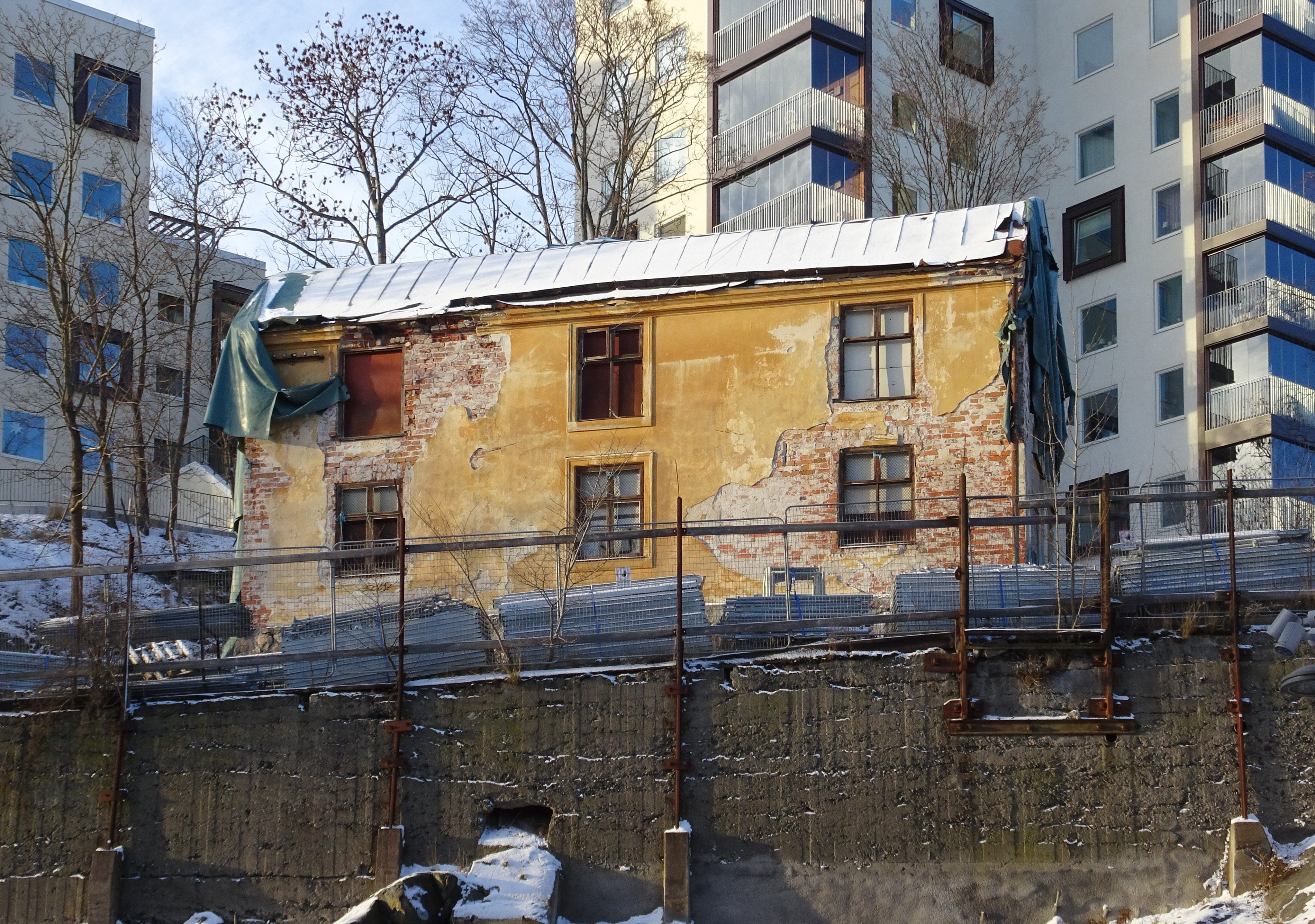
Gamla Beckbrukets chefsbostad från 1830.

### Andra bevarade byggnader från varvstiden
- Finnboda varvs ångmaskinverkstad
- Finnboda varvs svets- och verkstadshall
- Finnboda varvs marketenteri
- Finnboda varvs affärs- och ritkontor
- Finnboda varvs verkstadskontor
- Beckbrukets chefsbostad